# Cumulus Media
Cumulus Media, Inc. — американская радиовещательная компания из Атланты, третий крупнейший владелец и оператор радиостанций в США после Audacy и iHeartMedia. К июню 2019 года владело 428 радиостанциями на 87 медиарынках. Также владеет компаниями Westwood One, Cumulus Broadcasting LLC, Cumulus Licensing LLC и Broadcast Software International Inc.

## История

### Создание
Cumulus Media было основано в августе 1998 года радиоконсультантом и предприниматель в области медиа и технологий Ричард Вининг. Вышедший двумя годами ранее Телекоммуникационный акт 1996 года, среди прочего, ослабил ограничения на владение средствами массовой информации, позволив одному владельцу владеть или контролировать беспрецедентное количество радиостанций на рынке и по всей стране, что активно способствовало будущим сделкам по слиянию и поглощениям. Дики, в то время известный в стране консультант по радиопрограммам, работал консультантом небольшой радиогруппы, в которую Венинг вложил личные средства. Вининг поддержал идею Дикки о приобретении и управлении радиостанциями на рынках среднего размера, в отличие от крупнейших рынков, на которых сосредоточилась Clear Channel Communications. Дики был экспертом по радио, а Уининг был генеральным директором по корпоративным финансам и стартапам. Дики был президентом консалтинговой фирмы Stratford Research и своей семейной компании Midwestern Broadcasting с двумя станциями в Толидо, штат Огайо; эти станции позже будут приобретены Cumulus. У Вининга был успешный опыт работы генеральным директором стартапа в издательстве книг и журналов, онлайн-сервисах и корпоративных программных системах. В то время он был генеральным директором специализирующейся на медиа- и технологических стартапах частной инвестиционной компании Quaestus & Co., Inc. Для новой радиокомпании Вининг выбрал название Cumulus в честь кучевых облаков из-за их повсеместной распространённости в небе, которое, как надеялись Вининг и Дики, будет одинаковым для их станций по всей стране. Quaestus предоставил начальный капитал для приобретения первых станций в качестве модели бизнес-стратегии Cumulus.
Следующей важной вехой стало получение инвестиций в размере 50 миллионов долларов от Инвестиционного совета штата Висконсин (SWIB), который ранее инвестировал в издательскую компанию журналов Вейнинга. Получив капитал, 22 мая 1997 года Cumulus начала полномасштабную деятельность. Вининг взял на себя роль исполнительного председателя, сосредоточившись на структурировании сделок по приобретению, корпоративных финансах и Интернете из штаб-квартиры компании в Милуоки, штат Висконсин. Дики в качестве исполнительного вице-председателя выбирал станции для покупки, а также курировал программирование, операции и стратегию. Дики пригласил известного радиоменеджера Уильяма Бангерота на пост президента Cumulus Broadcasting, чей офис располагался в чикагском Hancock Center. Имея репутацию лидера продаж рекламы, он руководил тактическими действиями на уровне рынка, включая интеграцию недавно приобретенных станций в рыночные операционные подразделения. Брат Льюиса Дики Джон Дики, бывший опытным консультант по радиопрограммам. занимался контентом станций.
Вскоре за инвестициями SWIB последовали ещё 50 миллионов долларов от компании Northwestern Mutual Life Insurance Company, базирующейся в Висконсине, и 25 миллионов долларов от NationsBank Capital Corporation. Получив эту финансовую поддержку, Дики и Уининг начали приобретать радиостанции, но им удавалось оставаться «в поле зрения», не привлекая особого внимания надзорных органов и конкурентов. За первые 12 месяцев работы Cumulus приобрела более 100 станций на 31 рынке. Вскоре стало ясно, что компании потребуется более миллиарда долларов для желаемых приобретений, и вскоре было проведено первичное публичное размещение акций.
Стратегия Cumulus заключалась в приобретении нескольких станций в городе или на связанном с ним медиарынке, их физической консолидации для использования общей инфраструктуры для снижения операционных расходов и обогащения программирования. Каждая станция программировалась с уникальным музыкальным форматом, живой программой, брендом и целевой аудиторией. Основная идея состояла в том, чтобы создать кластер радиостанций, которые могли бы конкурировать с газетами через предложение рекламодателям ряда целевых демографических вариантов. Кроме того, приобретение самых эффективных станций на данном рынке в составе операционного кластера давало больше рекламы на национальном уровне.

### IPO и расширение
Cumulus стала публичной компанией 26 июня 1998 года. Компания привлекла 400 миллионов долларов, продав 7,6 миллиона обыкновенных акций по 14 долларов каждая, 125 миллионов долларов в виде привилегированных акций и 160 миллионов долларов в виде приоритетных субординированных облигаций. В то время Cumulus владела или была обязана купить 176 станций — 124 FM-радиостанции и 52 ам-радиостанции на 34 рынках США. За первые 17 месяцев своего существования Cumulus приобрела 207 станций, создав первый радиоконгломерат среднего размера. После IPO компании её акции упали с 14 до 8 долларов за акцию 2 октября 1998 года, а затем начали расти и закрылись в 1999 году на уровне 50,75 доллара. Некоторые руководители радиостанций, знакомые с небольшими рынками, считали, что Cumulus переплачивает за покупку лучших станций на рынках, не имеющих большого потенциала роста.
19 ноября 1999 г. Cumulus продала ещё 10 миллионов акций по цене 24,93 доллара, собрав 250 миллионов долларов. На данный момент компания владела или управляла ожидающими закрытия 246 станциями на 45 рынках. За два года и шесть месяцев Cumulus стала второй по величине радиовещательной группой США по количеству работающих станций. Он также привлек ошеломляющие 1,3 миллиарда долларов с учётом продажи обыкновенных и привилегированных акций, приоритетных банковских кредитных линий и приоритетных субординированных долговых или мусорных облигаций, которые при выпуске имели рейтинг CCC+. Фондовый рынок признал значительный рост, когда цена акций поднялась до максимума в 51 доллар 31 декабря 1999 года.

### Интернет-проект
С ноября 1998 года компания занималась разработкой интернет-платформы для объявлений о вакансиях, которая работала-бы в тандеме с кластером радиостанций на каждом рынке и предлагать работодателям возможность публиковать доступные вакансии в Интернете и продвигать свою компанию и позицию на радиостанциях. Во время краха доткомов система находилась в стадии бета-тестирования на двух рынках. Многие профессиональные руководители радиоиндустрии были настроены скептически и считали, что лучшим курсом для Cumulus было сосредоточиться на стратегии развития радио в. Уининг, основавший в начале 1990-х годов компанию по разработке программного обеспечения для электронной коммерции в Силиконовой долине, задумал и руководил разработкой платформы для трудоустройства. Вининг выступал за продолжение проекта как ключевого потенциального источника дохода с услугой, которая была бы уникальной среди радиокомпаний. В конечном итоге правление поддержало Дикки, а не Венинга, и интернет-проект был свернут. Weening advocated for continuance of the project as a key potential source of revenue with a service that would be unique among radio companies. Ultimately, the board backed Dickey not Weening and the Internet project was scrapped.

### Смена руководства (2000 год — н.в.
В январе 2001 года произошёл перенос штаб-квартиры из Миллуоки в Атланту, а также отставка Вининга с позиции директора. Дики, чья семья только что продала радиостанцию в Атланте за 250 млн долл., предложил инвестировать в Cumulus эти средства для закрытия незавершенных приобретений QUAESTUS и другие связанные с Винингом структуры продали свои доли в Cumulus в мае 2002 года при цене акций от 17 до 21,50 доллара за 1 шт.
В апреле 2012 года радиосеть за 116 млн долл. продала Townsquare Media 55 станций в малых городах Северной и Южной Дакоты, Мэна, Техаса и других штатах получила взамен 10 радиостанций на более крупных медиа-рынках.
В августе 2013 года за 260 млн долл. был приобретён синдикатор спортивных, разговорных и музыкальных программ для тысяч станций Dial Global. Чтобы профинансировать сделку, Cumulus продает 68 своих станций работающей в основном на небольших рынках вещательной компании Townsquare Media, которая за 53 станции заплатит 238 млн долл., а оставшиеся 15 будут обменяны на 5 радиостанций во Фресно, Калифорния. Если все сделки будут одобрены, чего, по словам компаний, они ожидают к концу года, у Cumulus останется 460 станций в США, а у Townsquare — 312.
В сентябре 2015 года на фоне падения акций на 80 %, Льюис покинул пост исполнительного директора. Новым генеральным директором Cumulus Media с сентября 2015 года стала Мэри Г. Бернер.
В июне 2016 года Cumulus Media объявила об отставке после шести лет работы в компании исполнительного вице-президента, казначея и главного финансового директора Джозефа П. Ханнана, которого сменил Джон Ф. Эббот. Ранее в апреле 2016 года сообщалось, что Cumulus «делает все возможное, чтобы сохранить обоих своих руководителей в составе» и что Ханнану предложили большой бонус в качестве стимула остаться в компании. В октябре 2016 года было объявлено, что Ханнан занял должность финансового директора компании программной рекламы Social Reality, Inc. [NASDAQ: SRAX]. Согласно документам SEC, Ханнан также «помогал компании в течение нескольких месяцев, чтобы обеспечить плавный переход». Финансовый аналитик Майкл Купински сказал, что отставка финансового директора была «нехорошим знаком» для компании, и в результате этого изменения вероятна реструктуризация.
29 ноября 2017 года в рамках реструктуризации Cumulus подала заявление о банкротстве по 11 статье, 4 июня 2018 года компания вышла из банкротства